# Intercanvi ecològicament desigual
L'intercanvi ecològicament desigual és un concepte d'economia ecològica que parteix de la noció d’intercanvi desigual. Considera les desigualtats amagades en el valor monetari dels fluxos comercials no només en termes de salaris i quantitats de mà d’obra, sinó també amb relació a la degradació de materials, energia i medi ambient. Com que el treball és també una forma d’energia, l’intercanvi desigual de treball encarnat fins i tot es pot considerar un subconjunt del fenomen més ampli d’intercanvi ecològicament desigual. Hi ha una utilització desigual del medi ambient a nivell mundial a causa de la distribució desigual dels recursos i també de la càrrega ambiental. El consum i l'acumulació de capital dels països centrals es basen en la degradació i l'extracció del medi als països de la perifèria. L’anàlisi de la sostenibilitat i les solucions amb una perspectiva basada en la producció als països centrals poden de fet incrementar la insostenibilitat a nivell mundial. La configuració actual de les xarxes de producció globals que condueix a aquests patrons comercials asimètrics ha evolucionat històricament amb el colonialisme. Mentre que l’intercanvi ecològicament desigual és un concepte desenvolupat a l’àmbit acadèmic, el concepte de deute ecològic s'utilitza en un context d’activisme de justícia ambiental. Aquesta última defineix l'acumulació d'aquest intercanvi desigual a través de la història.